# 7036 Kentarohirata
7036 Kentarohirata eller 1995 BH3 är en asteroid i huvudbältet som upptäcktes den 29 januari 1995 av de båda japanska astronomerna Takeshi Urata och Yoshisada Shimizu vid Nachi-Katsuura-observatoriet. Den är uppkallad efter amatörastronomen Kentaro Hirata.
Asteroiden har en diameter på ungefär 19 kilometer.